# Cyclophane

Les trois principaux types de cyclophanes : [n]métacyclophanes (I), [n]paracyclophanes (II) et [n,n']cyclophanes (III).

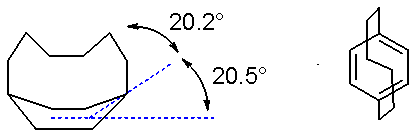
[6]paracyclophanes

Le terme de cyclophane désigne historiquement des composés possédant deux groupes p-phénylène se faisant face, liés par des ponts alkyles (–[CH2]n–). Il désigne à présent des composés ayant
1. un système de cycles « mancude » ou un des assemblages de systèmes à cycle « mancude » ;
2. un atome ou une chaîne, saturée ou insaturée, alternant avec ce système, formant un large cycle.

Un exemple est le [2.2](1,4)(1,4)cyclophane (ou 1(1,4),4(1,4)-dibenzenacyclohexaphane). Les cyclophanes sont très utilisés en chimie organique car ils adoptent des conformations inhabituelles à cause des tensions de structure.
Les trois principaux types de cyclophanes sont les [n]métacyclophanes (I), le s[n]paracyclophanes (II) et les [n,n']cyclophanes (III). Les préfixes méta et para correspondent aux notations habituelles sur les cycles aromatiques et n renvoie au nombre d'atomes du pont.
Il est aussi possible de concevoir des cyclophanes à partir des métallocènes, composés organométalliques aromatiques. Leur nom sera alors dérivé de celui du métallocène suivi du suffixe -phane pour rappeler la structure cyclique. Par exemple, les cyclophanes construits autour du ferrocène sont appelés ferrocénophanes.

## Histoire
Selon Donald J. Cram et H. Steinberg, les premières tentatives de synthèse de cyclophane ont été faites par T. Reichstein and R. Oppenauer en 1933, mais le premier rapport de cyclophane date de 1949 dans la revue Nature par C.J. Brown and A. C. Farthing. À cette époque, Brown et Farthing les nomment di-p-Xylylène. C'est en 1951 que Cram et son équipe proposent une nouvelle nomenclature à la suite de leurs travaux sur différents cyclophanes, symétriques ou non.

## Structure
Les paracyclophanes adoptent la conformation bateau habituellement observée avec les cyclohexanes mais ils arrivent quand même à garder leur aromaticité. Plus la valeur de n est petite, plus la géométrie de la molécule s'écarte du plan. Pour le [6]paracyclophane qui est un des cyclophanes stables, la cristallographie montre que l'atome de carbone relié au pont fait un angle de 20,5° avec le plan du reste du cycle. Les carbones benzyliques dévient d'un angle supplémentaire de 20,2°. L'alternance entre les longueurs des liaisons carbone-carbone passe de 0 pour le benzène (aromaticité pleine) à 39 pm,.
Dans les réactions organiques, le [6]cyclophane a tendance à réagir comme un dérivé diène et non pas comme un aromatique. La réaction avec le dibrome donne une addition 1,4 et avec le dichlore, il se forme une addition 1,2.

Calix[4]arène

## Calixarène, cyclophane particulier
Les calixarènes sont des cyclophanes particuliers, dans lesquels au moins quatre unités aromatiques sont liées par des ponts méthylène ou des groupes connexes. Les calix[4]arènes avec des groupements hydroxyles sur la position 2 adoptent normalement une conformation en forme de cône, cependant, selon la nature des substituants, l'interconversion dynamique sera plus ou moins rapide vers les trois conformations partielles possibles.